# جاري تيوك
جاري تيوك (بالكورية 가래떡) هو عبارة عن كعك ارز أسطواني طويل مصنوع من دقيق الأرز غير اللزج.  يُباع أحيانًا كطعام في الشارع. تم تحقيق الرقم القياسي العالمي لأطول جاري تيوك في دانجين ، كوريا الجنوبية في عام 2018، 5,080 متر (16,670 قدم).

## التحضير
يتم صنعه تقليديًا عن طريق تبخير دقيق الأرز غير اللزج في مبخرة أو (باخرة)، وطحنه ودحرجته بين راحة اليد والمائدة  تشكل هذه الطريقة كعكة أرز أسطوانية سميكة تبلغ حوالي 2.5 سنتيمتر (0.98 بوصة) في القطر.  جاري تيوك المعدة يدويا ليست موحدة في الحجم ولها اختلافات في السماكة.
عادة ما يتم صنع جاري تيوك الحديث عن طريق بثق دقيق الأرز المطهو على البخار باستخدام آلات الجاري تيوك. 